# Регулятори кислотності
Регуля́тори кисло́тності — речовини, які змінюють або регулюють кислотність або лужність харчових продуктів.
Харчові кислоти, які надходять у роздрібний продаж для використання у домашньому господарстві, повинні розфасовуватися у дрібну, зручну для споживання, тару і мати на етикетці стислу інструкцію про спосіб вживання і рекомендації стосовно дозування, а також позначення «харчова, (-ий)».
До регуляторів кислотності і лужності належать такі речовини, які утворюють і підтримують певне значення pH у харчових продуктах.
У сучасних умовах виробництва та переробки харчових продуктів встановлення і підтримання заданого значення pH має важливе значення, оскільки кислотне середовище сприяє продовженню терміну зберігання продуктів, створює непридатні умови для розвитку мікроорганізмів, підсилює дію консервантів тощо.